# 웰마커바이오
웰마커바이오(wmbio Co. Ltd.)는 치료반응 예측 바이오마커 기반 항암제 개발 전문 대한민국 기업으로 서울아산병원에서 분사되었다 대표이사는 대학교수이자 서울아산병원 초대 신약개발센터장이였던 진동훈이다 최근 유럽 바이오기업과 면역항암제 후보물질 ‘WM-A1-3389’의 기술이전 계약을 맺었다

## 상장
상장 주관사는 NH투자증권으로 2024년 상반기 상장예비심사를 신청할 예정이며, 2024년 내 코스닥 상장을 목표로 하고 있다 나이스디앤비와 한국평가데이터에서 각각 A, BBB 등급을 받아 코스닥 기술특례상장을 위한 기술성평가를 통과하였다

## 투자
코디엠은 서울아산병원 내 연구팀과 공동으로 출자해 웰마커바이오를 설립하고 주식 6만주를 30억원에 취득하였다 NH투자증권, 가이아벤처파트너스, 요즈마그룹 코리아 등이 투자하였다
2018년 초에 45억원 규모의 시드투자, 2018년 11월 280억원 규모의 시리즈A 투자(참여투자자는 KDB산업은행, KB증권, 미래에셋벤처투자, IBK케피탈, 요즈마그룹코리아, 가이아벤처파트너스, 마젤란기술투자, 프렌드투자파트너스, 위드윈인베스트먼트, 메리츠종금증원, 더웰스인베스트먼트)가 있었다.
2018년 12월에 2019년 7월 초 180억원 규모의 시리즈B 투자가 있었다 시리즈B에는 싸이토젠 등이 전략적 투자자(SI)와 HB 인베스트먼트, NH 투자증권(IPO팀), 썬앤트리펀드, 브릭인베스트먼트, 오비트파트너스, 미래에셋벤처투자 등의 재무적 투자자가 참가하였다 2021년 8월의 시리즈 C 투자에는 전략적 투자자(SI)로 싸이토젠과 재무적 투자자(FI) 마젤란기술투자, 리드컴파스인베스트먼트, 티앤씨자산운용, 이베스트투자증권, 지투지프라이빗에쿼티, 서울투자파트너스 등이 참가하였다

## 참고문헌
1. ↑  이영애, 웰마커바이오, 기술특례상장 기술성평가 통과…내년 상장 목표, 한국경제, 2023.12.06
2. ↑  안치영, 웰마커바이오, 글로벌 제약사 꿈꾼다!, 의학신문, 2021.03.29
3. ↑  박인혁, 웰마커바이오, 유럽서 잭팟…항암신약 7000억 기술이전
4. ↑  김성민, 웰마커바이오, ‘A, BBB’ 코스닥 기술성평가 통과, 바이오스펙테이터, 2023-12-06
5. ↑  웰마커바이오,기술특례상장 기술성평가 통과, 팜데일리, 2023-12-6
6. ↑  배요한, 코디엠, 바이오플랫폼 사업 본궤도…“웰마커바이오 지분 일부 매각”, 딜사이트, 2018.01.02
7. ↑  이한솔, 웰마커바이오, 요즈마그룹과 투자 MOU 체결, 메디컬투데이, 2018-09-17
8. ↑  강승지, 요즈마그룹 코리아, 웰마커바이오에 60억 투자, 히트뉴스, 2018.11.19
9. ↑  고종민, 코디엠, 875억 기업 가치 ‘웰마커바이오’ 보유 지분 전량 매각, 이투데이, 2018-12-28
10. ↑  서은내, 웰마커, 대장암치료제 L/O 급물살…내년 상장 목표, 더벨, 2019년 7월 12일
11. ↑  김성민, 웰마커바이오, 시리즈B 180억 "대장암 신약 임상준비", 바이오스펙테이터, 2019-07-08
12. ↑  한민수, 웰마커바이오, 기술혁신형 중소기업 인증 획득, 한국경제, 2021.10.14